# Lunara Dscholdoschewa
Lunara Tschatkalbekowna Dscholdoschewa (kirgisisch Лунара Чаткалбековна Жолдошева; * 27. Januar 1978 in Talas) ist eine kirgisische Juristin. Sie ist seit 2022 Richterin am Verfassungsgericht der Kirgisischen Republik.

## Leben und Wirken
Dscholdoschewa studierte Rechtswissenschaften an der Internationalen Universität von Kirgisistan und der kirgisischen nationalen Akademie der Rechtswissenschaften. An letzterer erwarb sie einen Masterabschluss und trat anschließend als Verwaltungsangestellte in den Dienst des Dschogorku Kengesch. Von 2007 bis 2011 war sie Leiterin der Rechtsabteilung des kirgisischen Ministeriums für Katastrophenschutz. Anschließend wurde sie stellvertretende Abteilungsleiterin des Ausschusses für Gerichts- und Rechtsfragen und Gesetzmäßigkeit des Parlaments. 2015 wechselte sie in den Ausschuss für Verfassungsgesetzgebung, Staatsaufbau, Gerichts- und Rechtsfragen und Geschäftsordnung des Parlaments. 2021 wurde Dscholdoschewa stellvertretende Vorsitzende des Rates für die Auswahl von Richtern. Seit 2022 unterrichtete sie auch als Dozentin an der Höheren Schule der Justiz unter dem Obersten Gerichtshof der Kirgisischen Republik. Am 7. Dezember 2022 wurde sie zur Richterin an das Verfassungsgericht der Kirgisischen Republik gewählt.
Dscholdoschewa ist verheiratet und Mutter von drei Kindern.